# Mellersjön
Mellersjön är en sjö i Dorotea kommun i Lappland och ingår i Ångermanälvens huvudavrinningsområde. Sjön har en area på 0,45 kvadratkilometer och ligger 317 meter över havet. Sjön avvattnas av vattendraget Sallsjöån (Eldsjöån).

## Delavrinningsområde
Mellersjön ingår i det delavrinningsområde (711665-153685) som SMHI kallar för Utloppet av Mellersjön. Medelhöjden är 329 meter över havet och ytan är 4,24 kvadratkilometer. Räknas de 13 avrinningsområdena uppströms in blir den ackumulerade arean 187,38 kvadratkilometer. Sallsjöån (Eldsjöån) som avvattnar avrinningsområdet har biflödesordning 5, vilket innebär att vattnet flödar genom totalt 5 vattendrag innan det når havet efter 271 kilometer. Avrinningsområdet består mestadels av skog (60 procent) och sankmarker (27 procent). Avrinningsområdet har 0,45 kvadratkilometer vattenytor vilket ger det en sjöprocent på 10,6 procent.